# Jan Radimský
Jan Radimský (25. května 1840 Čelákovice – 17. června 1903 Vídeň) byl český politik, poslanec Českého zemského sněmu a Říšské rady.

## Životopis
Vystudoval Tereziánskou vojenskou akademii v Novém Městě Vídeňském. Od roku 1858 do roku 1869 působil v rakouské armádě. Pak absolvoval hospodářskou školu v Hohenheimu ve Württembersku a v severočeské Libverdě. Věnoval se pak hospodářským aktivitám. Spravoval svůj statek Pašinka u Kolína. Statek koupil Jan Radimský s bratrem JUDr. Václavem Radimským roku 1885 od Theresie šlechtičny Czeczingarové z Birnic. Byl členem vedení Ústřední hospodářské společnosti pro království České. Měl titul rytmistra zemské obrany.
Zapojil se i do politiky. V zemských volbách roku 1889 se stal poslancem Českého zemského sněmu za nesvěřenecký velkostatek. Mandát obhájil v zemských volbách roku 1895. Byl členem Strany konzervativního velkostatku. Ve volbách roku 1891 se stal za konzervativní velkostatek i poslancem Říšské rady (celostátní zákonodárný sbor), kde zastupoval velkostatkářskou kurii. Poslanecký slib složil 13. května 1891. Mandát obhájil ve volbách roku 1897 a volbách roku 1901. Ve vídeňském parlamentu setrval do své smrti roku 1903. Pak ho na poslaneckém křesle nahradil František Sajfert. V Říšské radě se zapojil nejprve do konzervativní poslanecké frakce Hohenwartův klub, pak zasedal v samostatném klubu českého konzervativního velkostatku. Historik Jiří Malíř řadí Radimského mezi staročechy, kteří po volbách v roce 1897 zasedli na Říšské radě do převážně mladočeského klubu.
Angažoval se v podpoře vídeňských Čechů. Pomáhal s udržováním tamní českojazyčné školy spolku Komenský. Byl rovněž známý pro své charitativní a dobročinné akce na pomoc chudým. U příležitosti Jubilejní zemské výstavy v Praze roku 1891 se nechal pojistit u banky Slavia na 20 000 Korun ve prospěch školské organizace Ústřední matice školská. Snažil se i o založení zemědělského muzea. Za tímto účelem sbíral různé související artefakty, ale záměr nakonec nebyl realizován. Několik let před smrtí onemocněl. Zemřel roku 1903.